# Mohammed ben Talal Al Rachid
Mohammed ben Talal est le dernier émir de Haïl, de la dynastie Al Rachid.

## Biographie
En 1921, il remplace l'émir de Haïl Abdallah ben Moutaïb Al Rachid lors du siège d'Ibn Saoud. Il finit par se rendre, se constitue prisonnier à Riyad et donne sa fille en mariage à Ibn Saoud. 
En 1954, il meurt assassiné par un de ses esclaves à Riyad.
L'anthropologue Madawi al-Rasheed est sa petite-fille.